# Wasserwerk Dorsten-Holsterhausen
Das Wasserwerk Dorsten-Holsterhausen befindet sich in Nordrhein-Westfalen im nördlichen Ruhrgebiet in Dorsten-Holsterhausen etwa 300 m nordwestlich der Lippe. Betreiber des Wasserwerks ist die RWW Rheinisch-Westfälische Wasserwerksgesellschaft.
Nach Probebohrungen zwischen Dorsten und Schermbeck war 1927 zunächst nur die Galerie Holsterhausen mit 47 Brunnen entlang der Lippe in Betrieb gegangen, 1974 kamen noch die Brunnen in der Üfter Mark hinzu. Das insgesamt 185 km² große Einzugsgebiet der Brunnen ist seit August 1998 als Wasserschutzgebiet Holsterhausen/Üfter Mark ausgewiesen. Es ist damit das größte Trinkwasserschutzgebiet für ein Grundwasservorkommen in Nordrhein-Westfalen. Bereits seit 1992 gibt es eine freiwillige Kooperationsvereinbarung zwischen dem Betreiber des Wasserwerks und der dortigen Landwirtschaft mit dem Ziel einer gewässerverträglichen Landbewirtschaftung. Inzwischen arbeiten ca. 360 Landwirte und fast 40 Gärtner mit der RWW zusammen. Das Wasserwerk gehört auch über seinen Betreiber RWW zur AWHS – Arbeitsgemeinschaft Wasserwerke Halterner Sande, an der sich auch die Stadtwerke Borken, Coesfeld, Dülmen und Gescher sowie die Gelsenwasser AG beteiligen. Ziel der Arbeitsgemeinschaft ist die bessere Zusammenarbeit untereinander, mit den staatlichen Umweltbehörden und der Landwirtschaft.
Die heute insgesamt 64 Brunnen fördern aus 80 bis 100 Metern Tiefe mit einer Wassergewinnungskapazität von 29 Millionen Kubikmeter pro Jahr natürliches Grundwasser aus den "Halterner Sanden" und den "Recklinghäuser Sandmergeln", kreidezeitlichen Ablagerungen aus dem Randbereich eines subtropischen Meeres. Das Grundwasser ist in diesen Tiefen frei von menschlich verursachten Verunreinigungen und muss nur noch enteisent werden, bevor es in das Trinkwassernetz eingespeist wird. Es ist neben den Wasserwerken Reken-Melchenberg und Velen-Tannenbültenberg eines der drei Grundwasserwerke der RWW. 1991 bis 1993 wurden die Wasserwerksanlagen umfangreich modernisiert, unter anderem wurde eine neue Enteisenungs- und Filteranlage in Betrieb genommen. Das Wasserwerk wird – wie alle anderen Werke der RWW auch – von Mülheim-Styrum/Ost überwacht und gesteuert.
Mit dem Trinkwasser werden Teile der Städte Gladbeck, Oberhausen, Bottrop, Dorsten und die Gemeinden Schermbeck und Raesfeld-Erle versorgt, insgesamt sind dies etwa 350.000 Menschen.
Das Wasserwerk ist ein Teil der Route der Industriekultur, Themenroute Industriekultur an der Lippe und kann im Rahmen von Exkursionen besichtigt werden.
Ein weiteres Wasserwerk der RWW befindet sich am Blauen See in Dorsten. Aus diesem künstlich angelegten und von 2 Bächen (Hammbach und Wienbach) gespeisten Reservoir können jährlich bis zu 17 Mio. m³ Oberflächenwasser gewonnen werden, die ohne Aufbereitung als Betriebswasser an die Kraftwerksindustrie abgegeben werden.